# Харлей, Джон
Джон «Хуан» Харлей (англ. John Harley; исп. Juan Harley; 5 мая 1886, Глазго — 15 мая 1960, Монтевидео) — уругвайский футболист шотландского происхождения.

## Биография
Джон Харлей родился в крупнейшем городе Шотландии, в Глазго, в 1886 году. К 1906 году Джон выучился на железнодорожного инженера и начал работать в предместье родного города Спрингберне. В том же году он получил приглашение отправиться в Южную Америку и принять участие в строительстве железных дорог. Первоначально Харлей работал на «Баия-Бланка и Северо-Западной железной дороге» (Bahía Blanca and North Western Railway), затем — на «Западной железной дороге Буэнос-Айреса» (Buenos Aires Western Railway). На протяжении двух лет, проведённых в Аргентине, выступал за железнодорожную футбольную команду «Феррокариль Оэсте» (буквально — «Западная железная дорога»).
В 1909 году Харлей переехал в Уругвай, где поступил на работу в «Центральную уругвайскую железную дорогу» (Central Uruguay Railway). Также он начал выступать за команду ЦУЖДКК, которая впоследствии была переименована в «Пеньяроль». Руководители «ЦУЖДКК Пеньяроля» приметили шотландца ещё во время товарищеского матча их клуба с «Феррокарилем» в 1908 году. Харлей продолжал работать на железной дороге до выхода на пенсию в возрасте 37 лет, а за «Пеньяроль», который с 1914 года прекратил формально быть железнодорожной командой, выступал до 1920 года, выиграв за это время два чемпионата Уругвая.
Кроме того, с сентября 1909 по октябрь 1916 год Джон (или Хуан, как его прозвали в Латинской Америке на испаноязычный манер) Харлей провёл 17 матчей за сборную Уругвая. Он действовал на ответственной позиции в центре поля в те времена, когда тактические схемы большинства команд были рассчитаны на атаку и в стартовых составах выходило по пять или даже шесть нападающих. Уверенная игра и авторитет среди товарищей привели к тому, что Харлей в 1916 году в двух матчах был капитаном сборной, а поскольку до 1916 года отдельной должности главного тренера в национальной команде не было, тренировали «Селесте», как правило, именно капитаны, то есть Харлей был играющим тренером сборной Уругвая в том году. В «Пеньяроле» же Харлей был одним из капитанов на протяжении 10 лет.
После завершения игровой карьеры Джон Харлей работал тренером в «Пеньяроле». Среди его новинок стал отказ от частого использования дальних передач и внедрение бо́льшего количества коротких и быстрых пасов. Это значительно изменило уругвайский футбол в 1920-е годы, когда уругвайская сборная была сильнейшей в мире.
В 1942 году Джон Харлей ненадолго возглавил «Пеньяроль», после довольно длительного перерыва вернувшись к тренерской деятельности. В 1951 году в честь него была проведена товарищеская встреча на стадионе Сентенарио между «Пеньяролем» и «Рамплой Хуниорс». В присутствии свыше 40 тысяч зрителей его бывшие партнёры, коллеги, чемпионы множества международных турниров, поздравляли Харлея с 65-летием, отмечали его выдающийся вклад в развитие уругвайского футбола.
Джон Харлей умер в Уругвае в 1960 году. Похоронен на Британском кладбище в Монтевидео.

## Титулы
- Чемпион Уругвая (2): 1911, 1918